# Lèmur mostela dels Grewcock
El lèmur mostela dels Grewcock (Lepilemur grewcockorum) és un lèmur mostela endèmic de Madagascar. És un lèmur mostela de mida mitjana, amb una llargada total de 55-63 cm, dels quals 26-30 cm pertanyen a la cua. Viu en boscos caducifolis secs del nord-oest de l'illa.
Originalment se l'anomenà L. grewcocki, però es descobrí que el nom era incorrecte i fou canviat a L. grewcockorum el 2009.
També es descobrí que era sinònim amb el lèmur mostela de Manasamody (Lepilemur manasamody), conegut per la seva coloració principalment marró-grisosa i que només es coneix d'Ambongabe i Anjiamangirana I. S'arribà a aquesta decisió perquè els llocs on se'n trobaren els exemplars es trobaven a menys de 2 km l'un de l'altre i no estaven separats per cap barrera geogràfica.